# 塚堀
塚堀（つかぼり）は、秋田県横手市の大字。郵便番号013-0066。人口は130人、世帯数は42世帯（2020年10月1日現在）。住居表示は全域で未実施。旧平鹿郡旭村大字塚堀、旧平鹿郡塚堀村に相当する。

## 地理
横手市の中心部、横手地域の西部に位置しており、東で赤川・猪岡、西で大雄、南で清水町新田・平鹿町下吉田、北で下八丁・下境・百万刈と隣接する。西端の一部を大戸川が流れ、北部において南東から流れる皿川と合流したのち、北流を続ける。この合流点付近には、秋田県道29号横手大森大内線が東西方向に通っている。水田を主体とする純農村地帯であり、大戸川に沿って南北に長い境域を有する。北部の県道沿いには塚堀、南部の市道上猪岡大戸川線沿いには般若寺などの集落が所在する。縄文時代のオホン清水遺跡や、弥生時代の手取清水遺跡などが発見されている。
全域が都市計画区域に含まれるが、区域区分非設定区域となっている。都市計画法上の用途地域には指定されていない。

### 地名の由来
菅江真澄の『雪の出羽路 平鹿郡』によれば、遠い昔、この地には大きな古墳のような塚があり、その上には枝が3つに分かれた松が立っており、「灯蓋松」と呼ばれていたという。この松は明和期もしくは天明期には枯れ、文政期には塚のみが残り、周囲には由緒ある人物の居住跡とみられる堀の跡もあったとされる。これに由来して「塚堀」という地名が生まれたと記されている。

### 小字
2024年（令和6年）10月5日時点での「横手市（秋田地方法務局大曲支局）登記所備付地図データ」、デジタル庁公表の「アドレス・ベース・レジストリ」の「秋田県 横手市 町字マスター（フルセット） データセット」、横手市公表のオープンデータによれば、塚堀の小字は以下の通りである。
| 町・字 | 町・字         | 出典 | 出典         | 出典       |
| 大字   | 小字           | 登記 | 町字マスター | 行政区一覧 |
| ------ | -------------- | ---- | ------------ | ---------- |
| 塚堀   | 字家北         | ○    | ○            | ○          |
| 塚堀   | 字オホン清水   | ○    | ○            | ○          |
| 塚堀   | 字オホン清水北 | ○    | ○            | ○          |
| 塚堀   | 字家西         | ○    | ○            | ○          |
| 塚堀   | 字家前         | ○    | ○            | ×          |
| 塚堀   | 字釜蓋         | ○    | ○            | ○          |
| 塚堀   | 字手取清水     | ○    | ○            | ○          |
| 塚堀   | 字水越         | ○    | ○            | ○          |
| 塚堀   | 字水押         | ○    | ○            | ○          |
| 塚堀   | 字大戸川端     | ○    | ○            | ○          |
| 塚堀   | 字大島         | ○    | ○            | ○          |
| 塚堀   | 字谷地         | ○    | ○            | ○          |
| 塚堀   | 字谷地前       | ○    | ○            | ○          |
| 塚堀   | 字塚腰         | ○    | ○            | ○          |
| 塚堀   | 字般若寺       | ○    | ○            | ○          |
| 塚堀   | 字野添         | ○    | ○            | ×          |
| 塚堀   | 字塚堀西       | ○    | ○            | ×          |

## 歴史
塚堀の地名は、戦国時代には郷村名として既に見られ、鎌倉時代から南北朝時代の史料に見える「出羽国平賀郡塚守（つかもり）郷」を継承したものと推定されている。
正保4年（1647年）の『出羽国知行高目録 下』には塚堀村とあり、新田と肩書がされている。享保年間までの村高を記録した郷帳に記載された町名を調べた『平鹿郡御黒印吟味覚書』では、赤坂村とともに新田として村名が見える場合もあるが、多くは記載されていない。享保15年（1730年）の『六郡郡邑記』によると、塚堀村は家数8軒、支郷に半谷地村（家数6軒）・釜蓋村（同4軒）がある。
『久保田領郡邑記』によれば、藩主・佐竹義隆が狩猟の際に当地を訪れ、薬師堂で休息した際、肝煎が参勤交代時の伝馬役などの動員免除を願い出たという。これが認められ、薬師堂の維持管理や、神社の清水の管理が行き届いている旨が記されている。菅江真澄の『雪の出羽路 平鹿郡』では、半谷地は般若寺の転語で、般若寺に関連する考証が行われている。

### 沿革
- 1873年（明治6年）2月 - 秋田県第6大区小3区に属する[15]。
- 1889年（明治22年）4月 - 町村制施行に伴い、赤坂村・三本柳村・赤川村・猪岡村・清水町新田村・塚堀村が合併し、旭村となる[16]。塚堀村は旭村大字塚堀となる[17]。
- 1951年（昭和26年）4月1日 - 旭村が栄村とともにが横手町に編入、同時に市制を施行[18]。横手市塚堀となる[17]。

## 世帯数と人口
2020年（令和2年）10月1日現在の世帯数と人口は以下の通りである。
| 大字 | 小字     | 世帯数 | 人口  |
| ---- | -------- | ------ | ----- |
| 塚堀 | 字家西   | 22世帯 | 77人  |
| 塚堀 | 字般若寺 | 20世帯 | 53人  |
| 塚堀 | 字大島   | - 世帯 | - 人  |
| 計   | 計       | 42世帯 | 130人 |

### 人口の推移
以下は国勢調査による1995年（平成7年）以降の人口の推移。
| 年                 | 人口 |
| ------------------ | ---- |
| 1995年（平成7年）  | 209  |
| 2000年（平成12年） | 179  |
| 2005年（平成17年） | 143  |
| 2010年（平成22年） | 127  |
| 2015年（平成27年） | 132  |
| 2020年（令和2年）  | 130  |

以下は国勢調査による1995年（平成7年）以降の世帯数の推移。
| 年                 | 世帯数 |
| ------------------ | ------ |
| 1995年（平成7年）  | 44     |
| 2000年（平成12年） | 44     |
| 2005年（平成17年） | 40     |
| 2010年（平成22年） | 40     |
| 2015年（平成27年） | 42     |
| 2020年（令和2年）  | 42     |

## 小・中学校の学区
市立小・中学校に通う場合、学区（校区）は以下の通りとなる。
| 小字 | 小学校           | 中学校               |
| ---- | ---------------- | -------------------- |
| 全域 | 横手市立旭小学校 | 横手市立横手南中学校 |

## 交通

### 鉄道
町内に駅はない。最寄り駅は■奥羽本線、■北上線の横手駅。

### 道路
- 秋田自動車道
- 秋田県道29号横手大森大内線

## 施設
- 薬師神社（字般若寺1番地）[25]
祭神：少彦名命、豊受姫命、倉稲魂命[25]
白鳳期の創立と伝えられ、当時は薬師堂と称されていた。年次不詳だが、後に少彦名神社へ、1912年（明治45年）2月28日に薬師神社へと改称された。1910年（明治43年）に村社に列せられた[25]。